# Catharina van Lokhorst
Catharina Suzanna van Lokhorst (Den Haag, 9 augustus 1875 - Bussum, 29 december 1941) was een Nederlands pianiste. 
Ze was dochter van commies Nicolaas Willem van Lokhorst en Marie Louise Josephine Eeg. Haar vader overleed toen zij jong was. Zelf was ze in 1915 in het Zwitserse Calprino getrouwd met leraar Luigi Biaggi en in de laatste jaren levenspartner van violist en vioolbouwer Jaap Emner. Haar hele leven werd ze geplaagd door een zwakke gezondheid. Ze werd begraven op de Algemene Begraafplaats Naarden.
Ze kreeg haar opleiding aan de Haagse Muziekschool en in Leipzig, van Alois Schmidt en Alfred Reisenauer, zelf een leerling van Franz Liszt. Daarna volgde een studie bij Willem Mengelberg. Ze was enige tijd in Dresden gevestigd. Rond 1904 vestigde zij zich in Den Haag en begon daar met lesgeven en trad er ook wel op in de zaal Diligentia, onder meer met Henri Hack. Op zondag 10 februari 1907 gaf ze samen met Gerard Zalsman (zang), Christiaan Freijer (viool) en Johan Schoonderbeek een concert in De Vereeniging te Hilversum .
Tussen 1896 en 1912 zou ze tien concerten geven met het Concertgebouworkest. Ze speelde daar veelal Pianoconcert nr. 4 en nr. 5 van Ludwig van Beethoven; dirigenten daarbij waren Richard Hol, Johan Schoonderbeek en Willem Mengelberg. Diezelfde Schoonderbeek nam haar in 1910 mee voor Nederlandsch-historische concerten in Berlijn. In 1912 bespeelde ze voor het eerste de zogenaamde Willem Mengelberg-vleugel, gefabriceerd door de firma Knake in Münster. Rond 1915 gaf ze les aan het Amsterdamse Muziekschool (Mevr. Biaggi-van Lokhorst). Eind jaren twintig trok ze met Jaap Emner door het land, waarbij alle sonates voor viool en piano van Beethoven steeds verdeeld over drie avonden ten gehore werden gebracht, waarbij zij vaak meer geroemd werd dan haar man.  Daarbij werd ook de Kleine zaal van het Concertgebouw aangedaan. Ze trok zich in de jaren dertig terug in Het Gooi en gaf daar concerten voor de Kunstkring Laren-Blaricum, onder andere met Max Kloos.
Bijzonder was voorts dat zij een grote woonboot in Het Gooi betrok, waarbij niet alleen plaats was voor twee vleugels, maar ook voor wat privépubliek.
Ze overleed op 66-jarige leeftijd, wonende aan de Generaal de la Reylaan 18. Zij liet een aantal ongepubliceerde boeken na en een door haarzelf gemaakte buste van haar lievelingscomponist Van Beethoven. 
- Nederlandse Thesaurus van Auteursnamen: 205267742
- Virtual International Authority File: 282660080
- WorldCat: E39PCjvvQGwYXCdj48bGTH9p4C